# Lenodora crenata
Lenodora crenata är en fjärilsart som beskrevs av George Francis Hampson 1900. Lenodora crenata ingår i släktet Lenodora och familjen ädelspinnare. Inga underarter finns listade i Catalogue of Life.